# Gaesati
Die Gaisaten (lateinisch Gaesati, altgriechisch Γαισάται), auch Gaesaten waren eine keltische Gruppe, die in den Schweizer Alpen an der Rhone lebte und gegen Gold Söldnerdienste leistete. Ob sie tatsächlich ein keltischer Stamm waren, wie Strabon (5,1,6 und 10) annimmt, oder eher ein Kriegerorden, vergleichbar mit den aquitanischen soldurii aus caesarianischer Zeit oder der altirischen Fianna, ist nicht mit Sicherheit feststellbar.

## Etymologie
Der Name Gaesati leitet sich von keltisch *gaisa-/gaiso (altirisch gae, kymrisch gwayw „Speer“) ab, was den eisernen Wurfspeer der Kelten bezeichnet und mit deutsch Ger verwandt ist.
Nach Polybios, Plutarch und Orosius bedeutet der Name Gaesaten „Söldner“, was wohl auf die Pseudo-Etymologie aus γάξα ((gáxa) für „Schatz“, „Geldsumme“, tatsächlich γάζα (gáza) für „Schatz“, „Vermögen“) und ξητείν ((xiteín) Variante von ζητείν (ziteín), „suchen“, „verlangen“, „fordern“, „nach etwas streben“) zurückzuführen ist. Daraus ergibt sich „Geldsuchende“ oder „diejenigen, die nach Bezahlung suchen“.
Die Wurzeln des Wortes γάζα (gáza) liegen im Persischen, im Griechischen beschrieb man damit eine Geldsumme oder Reichtum.

## Geschichte
Als die keltischen Stämme der Po-Ebene 225 v. Chr. Krieg gegen Rom führten, heuerten die Insubrer und Boier gaisatische Söldner an, worauf deren Könige Konkolitanos (Κογκολιτάνος) und Aneroëstos (᾿Ανηρόεστος) ein großes Heer aufstellten. In der Schlacht bei Telamon wurden die Kelten besiegt und Konkolitanos geriet in Gefangenschaft, während Aneroëstos mit dem Rest seines Gefolges nach der Flucht kollektiven Selbstmord beging.
Das Auffallende an den Gaisaten war, dass sie sich vor der Schlacht völlig nackt in vorderster Reihe aufstellten und lediglich einen Torques trugen.

„Die Gaisaten aber, in ihrer Ruhmgier und Tollkühnheit, warfen diese Kleidung ab und stellten sich in der vordersten Reihe der Streitmächte auf, nackt und nur mit den Waffen angetan … Furchterregend waren auch das Aussehen und die Bewegung der unbekleidet in vorderster Reihe stehenden Männer; zeichneten sie sich doch durch jugendliche Vollkraft und Wohlgestalt aus. Alle diejenigen, welche das erste Treffen bildeten, waren mit goldenen Halsketten und Armreifen geschmückt. Als die Römer dies sahen, erschraken sie…“

Ein zweiter Kampfeinsatz 222 v. Chr. bei Clastidium an der Seite der Insubrer endete ebenfalls mit einem Sieg der Römer. Der Gaisaten-Anführer Viridomarus wurde nach einem Hinweis in den Triumphalfasten vom römischen Feldherrn Marcus Claudius Marcellus eigenhändig getötet.

## Auxiliar- und Söldnertruppen
Im römischen Heer gab es während des Prinzipats auch Auxiliartruppen, die gaesati genannt wurden und in der Provinz Raetia rekrutiert wurden. Eine solche vexillatio Retorum Gaesa(torum) war in Schottland stationiert und eine andere im afrikanischen Saldae. Schon Caesar soll nach einer Mitteilung Appians (Rhomaika, Celt. 15) eine gaesatische Söldnertruppe aus den Alpen („Berggallier“) rekrutiert haben.
Von Strabon (XII 3,41) wird ein bei Bithynien gelegener Landstrich in Galatien Land des Gezatorix, also des Gaesatenkönigs, benannt. Damit wird offenbar der Einsatz von Söldnertruppen bei den Galatern beschrieben.

## Alpengermanen/Alpenkelten
Die Triumphalfaste des Marcellus über die Insubrer und Gaisaten nennen die letzteren erstmals Germanen (…de Gallis Insubribus et Germanis…), was aber als spätere Umschreibung angesehen wird.
Da der römische Schriftsteller Livius die Gaisaten als halbgermanisches Volk (gentes semigermanae) bezeichnete, stellte der Germanist Rudolf Much die These von den Alpengermanen auf, die von Hans Schmeja widerlegt wurde.
Bei Birkhan ist hingegen mehrmals die Bezeichnung „Alpenkelten“ für die Gaesaten zu finden. Er bezeichnet sie als männerbundartig organisierte Elitekrieger, die wie die Fianna ein eigenes Königtum hatten. Außerdem findet er es bemerkenswert, dass ihnen die Niederlage bei Telamon ausgerechnet durch den Einsatz der sie überraschenden römischen Wurfspeere zugefügt wurde, wo ihr Name sie doch als „Speerleute“ kennzeichnet.